# Liste der Kulturdenkmäler in Altenkirchen (Westerwald)
In der Liste der Kulturdenkmäler in Altenkirchen (Westerwald) sind alle Kulturdenkmäler der rheinland-pfälzischen Kreisstadt Altenkirchen (Westerwald) aufgelistet. Grundlage ist die Denkmalliste des Landes Rheinland-Pfalz (Stand: 4. Mai 2023).

## Denkmalzonen
| Bezeichnung                    | Lage            | Baujahr | Beschreibung                                                                                                  | Bild                           |
| ------------------------------ | --------------- | ------- | --- | ------------------------------ |
| Denkmalzone Jüdischer Friedhof | Kumpstraße Lage | 1780    | von Buchs- und Nadelbäumen umgebenes, 1780 eröffnetes Areal mit 37 Grabsteinen ab Anfang des 19. Jahrhunderts | weitere Bilder Fotos hochladen |

## Einzeldenkmäler
| Bezeichnung                       | Lage                                                 | Baujahr                   | Beschreibung | Bild                           |
| --------------------------------- | ---------------------------------------------------- | ------------------------- | --- | ------------------------------ |
| Bahnhof Altenkirchen (Westerwald) | Bahnhofstraße 1 Lage                                 | 1883/84                   | stattlicher Typenbau, Bruchstein, 1883/84 | weitere Bilder Fotos hochladen |
| Postamt                           | Bahnhofstraße 28, Friedrich-Emmerich-Straße 6 Lage   | um 1920                   | Putzbau, um 1920 | Fotos hochladen                |
| Meilenstein                       | Frankfurter Straße, bei Nr. 5 Lage                   | um 1820                   | preußischer Viertelmeilenstein (Streckenkilometer 0,093), kleiner zylindrischer Stein, um 1820                                                                                           | Fotos hochladen                |
| Musikschule                       | Hochstraße 3 Lage                                    | 1925–26                   | ehemalige Landwirtschaftsschule; Krüppelwalmdachbau, Reformarchitektur, bezeichnet 1925–26                                                                                               | Fotos hochladen                |
| Villa                             | Koblenzer Straße 34 Lage                             | Ende des 19. Jahrhunderts | Villa, Hausteinbau, Ende des 19. Jahrhunderts | Fotos hochladen                |
| Meilenstein                       | Kölner Straße, Ecke Rudolf-Diesel-Straße Lage        | um 1820                   | preußischer Halbmeilenstein (Streckenkilometer 1,299), kleiner zylindrischer Stein, um 1820                                                                                              | Fotos hochladen                |
| Kreishaus                         | Parkstraße 1 Lage                                    | 1887                      | ehemaliges Kreisständehaus; zweieinhalbgeschossiger Massivbau, bezeichnet 1887, seitliche Anbauten Reformarchitektur, expressionistische Details, um 1920                                | Fotos hochladen                |
| Villa                             | Parkstraße 12 Lage                                   | um 1910                   | kleine Mansarddach-Villa, Eingangslaube, wohl um 1910 | Fotos hochladen                |
| Villa                             | Parkstraße 14 Lage                                   | um 1910                   | kleine Mansarddach-Villa, Eingangslaube, wohl um 1910 | Fotos hochladen                |
| Verwaltungsgebäude                | Rathausstraße 12 Lage                                | 1906                      | ehemaliges Gebäude der Kreissparkasse Altenkirchen, jetzt Kfz-Zulassungsbehörde und Volkshochschule; späthistoristisches Geschäfts- und Verwaltungsgebäude, 1906                         | Fotos hochladen                |
| Villa                             | Wiedstraße 44 Lage                                   | Ende des 19. Jahrhunderts | dreistöckige Villa mit Parkanlage, Ende des 19. Jahrhunderts | Fotos hochladen                |
| Privilegierte Apotheke            | Wilhelmstraße 37 Lage                                | 1730                      | Wohn- und Geschäftshaus in der Wilhelmstraße; barocker Putzfachwerkbau, angeblich von 1730                                                                                               | Fotos hochladen                |
| Bismarckturm                      | südlich der Stadt (Bergstraße) Lage                  | 1914                      | bezeichnet 1914 | weitere Bilder Fotos hochladen |
| Ehrenmal am Dorn                  | südlich der Stadt (Bergstraße, Ecke Heimstraße) Lage | 1927                      | Kriegerdenkmal 1914/18, Rundbau aus Bruchsteinen, 1927, Architekt Reinhardt, Köln, nach 1945 durch Inschrifttafeln erweitert; (versetzte) Brunnensäule des Kaiser-Wilhelm-Brunnens, 1905 | Fotos hochladen                |